# Castillo de Åkeshov

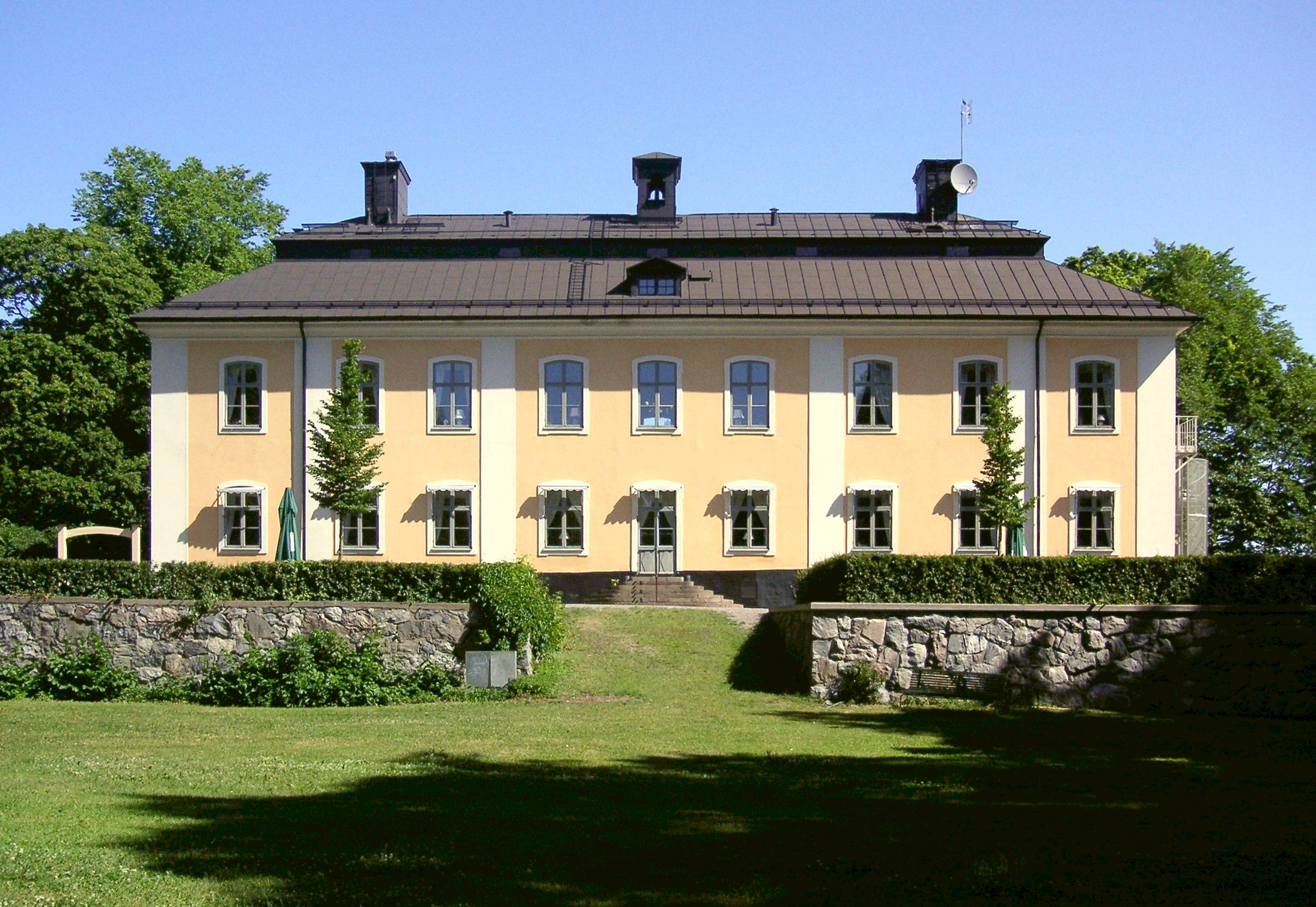
Castillo de Åkeshov

El Castillo de Åkeshov se sitúa en Bromma, un distrito de Estocolmo, Suecia. Históricamete, Åkeshov estaba situado en Bromma socken, que fue incorporado a la Ciudad de Estocolmo en 1916. Después de ser objeto de una cuidadosa reconstrucción, el castillo hoy se utiliza como hotel y centro de conferencias.

## Historia

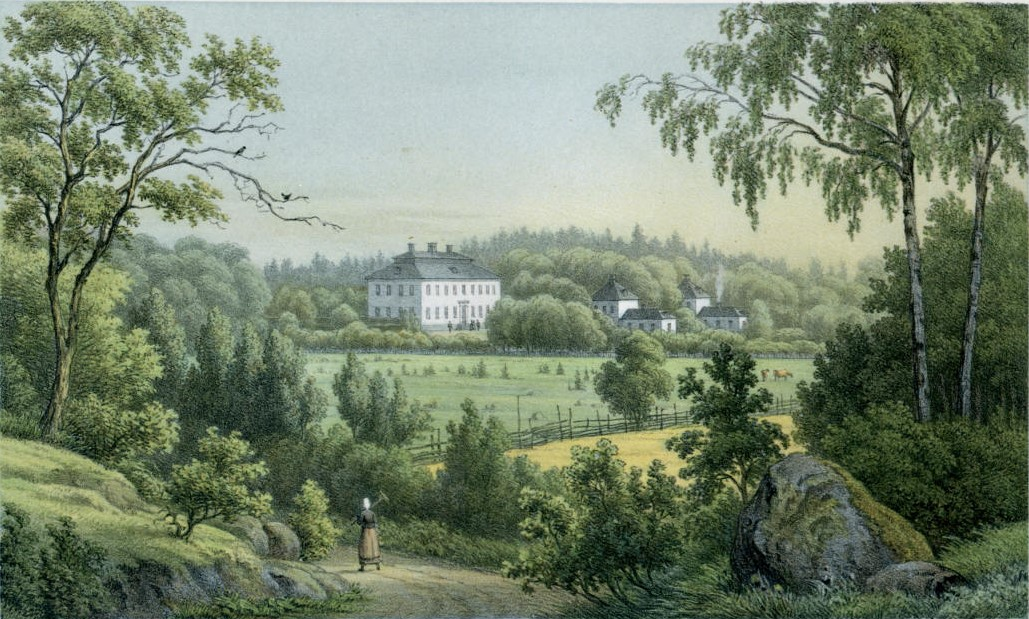
Åkeshovs slott, Bromma (1881)
Fredrik Wilhelm Alexander Nay (1822-1883)

La finca de Åkeshov fue originalmente llamada Nockeby. En el siglo XV el juez de la corte del distrito de Estocolmo Peder Ålänning si hizo con la propiedad de la finca. Ålänning era en su tiempo una de las personas más ricas de Estocolmo y a veces trabajaba como banquero para, entre otros, el rey Alberto de Suecia y Bo Jonsson (Grip). En 1635, el Barón Åke Axelsson (1594-1655) compró la propiedad y a principios de la década de 1640, empezó a construir la mansión que todavía no estaba completada en el tiempo de su muerte. Su hija Barbro Åkesdotter (1620-1680), esposa del Barón Claes Hansson Bielkenstierna (1615-1662), completó la construcción. Su hija Christina Claesdotter Bielkenstierna (1645-1716) heredó la finca en 1662, pero perdió la propiedad durante la reducción sueca de 1680.
Entre los años 1690-1720, Åkeshov fue propiedad de los miembros de la familia Stenbock, primero del Conde Johan Gabriel Stenbock (1640-1705) durante los años 1690-1705, y después de su primo, el Conde Erik Gustaf Stenbock (1662-1722) durante los años 1705-1720. El castillo fue reconstruido en varias etapas, incluyendo los años 1723 y 1740 bajo la dirección del arquitecto Carl Hårleman (1700-1753). Dos edificios para las alas fueron añadidos en la década de 1740.